# Marie Henriques
Marie Henriques (26 juni 1866 – 12 januari 1944) was een Deense schilder van Joodse afkomst, die vooral bekend staat om haar aquarellen en kleurenlitho’s van klassieke Griekse sculpturen en architectuur. Aanvankelijk schilderde ze overwegend binnen het realisme. In de loop van haar carrière werd haar werk toenemend beïnvloed door het impressionisme. Ze was een van de medeoprichters van het Deense Gezelschap van Kunstenaressen (Kvindelige Kunstneres Samfund (KKS)).

## Levensloop
Op 26 juni 1886 werd Marie Henriques in Klampenborg, een voorstedelijk gebied ten noorden van Kopenhagen, geboren als kind van de Kopenhaagse Joodse burgerij. Haar vader, Martin Henriques (1825-1912), was kind van de rijke bankier Ruben Henriques en zelf een beursmakelaar. Hij was getrouwd met Therese Abrahamsen (1833-1882), een pianist. Maries ooms Nathan, Sally en Samuel Henriques waren zelf kunstenaars en haar broer Robert Henriques was een muzikant en auteur. De kunstenares woonde een groot deel van haar leven op de tweede verdieping van Frederiksholms Kanal 20 in Kopenhagen. Daarnaast woonde en reisde ze in het buitenland voor haar artistieke carrière. Tegen het einde van haar leven werd ze dementerend. Met het begin van de Jodenvervolging in Denemarken in 1943 besloot haar familie haar te verbergen in de recreatiewoning Montebello in Helsingør, een stad in het oosten van Denemarken. Hier stierf ze in 1944. Ze werd begraven op de joodse begraafplaats Mosaisk Vestre Begravelsesplads in Kopenhagen. Ze bleef ongehuwd en had geen kinderen.

## Carrière als kunstenares
Marie Henriques groeide op in een artistieke sfeer, met een musicerende moeder en ooms die kunstenaars waren. Vanuit huis uit werd ze ondersteund in haar schilderkunst. Vanwege de beperkte mogelijkheden voor vrouwelijke kunstenaars in die tijd volgde ze in haar jeugd drie winters privé schilderles bij Frants Henningsen. In 1888 financierde haar vader een zes maanden lange reis naar Parijs voor de ontwikkeling van haar schilderkunst. Hier kreeg ze les van de Noorse Christian Krohg, de Franse Othon Friesz en Belgische Alfred Stevens. Na terugkeer uit Parijs studeerde ze aan de Academie voor Schone Kunsten voor Vrouwenkunst (Kunstakademiets Kunstskole for Kvinder), die in 1888 door de Koninklijke Deense Academie voor Schone Kunsten was opgericht. Hier was ze vier jaar student van Viggo Johansen en ze studeerde in 1893 af. In 1895 nam ze deel aan de Vrouwen Tentoonstelling: Verleden en Heden (Kvindernes Udstilling fra Forti dog Nutid), een tentoonstelling in Kopenhagen waarin werken van Scandinavische vrouwen werden tentoongesteld. Met het geld wat tijdens deze tentoonstelling werd opgehaald, werd het Gebouw voor Vrouwen (Kvindernes Bygning) in Kopenhagen opgericht, die tussen 1929 en 1937 werd gebouwd. Op 7 februari 1916 richtte Marie Henriques samen met kunstenares Helvig Kinch het Kvindelige Kunstneres Samfund (KKS). Van deze organisatie was ze van 1918 tot 1920 voorzitter en tot 1935 lid van het bestuur. De organisatie streefde ernaar vrouwelijke kunstenaressen op gelijkwaardig niveau als hun mannelijke collega’s te laten werken.

## Werk
De schilderwerken van Marie Henriques waren aanvankelijk realistisch. De meeste kunstenaars bij wie ze in de leer had gezeten behoorden ook tot het realisme. In de loop van haar carrière kreeg haar werk echter ook impressionistische en zelfs kubistische aspecten. Ze schilderde met olieverf, maar maakte ook aquarellen en kleurenlitho’s. Haar reizen door Europa hadden keerden terug in de thematiek van haar werk. Vooral de reizen naar Griekenland tussen 1910 en 1913 en de reis naar Egypte in 1913 waren belangrijk. Het maken van kleurenlitho’s van Griekse architectuur en beelden werd haar specialiteit. Veel van deze werken werden aangekocht door de afdeling Archeologie en Ethnologie van de Universiteit Kopenhagen, en door Deense en buitenlandse musea. Daarnaast werkte ze in opdracht van de afdeling Archeologie en Ethnologie van de Universiteit Kopenhagen en van het Griekse Ministerie van Cultuur. Voor die laatste maakte ze in 1911 een reeks aquarellen voor een archeologische tentoonstelling in Rome.

## Kinderboek Hans Christian Andersen
In 2017 werd een prentenboek van de Deense schrijver Hans Christian Andersen door het Auktionshuset Bruun Rasmussen voor 2,9 DKK verkocht, wat een Deens veilingrecord was voor een werk van Andersen. De schrijver maakte het prentenboek in de herfst van 1868 voor Marie Henrique’s 3-jarige verjaardag, omdat hij bevriend was met haar ouders. Na de verkoop verbood de Deense Commissie voor Cultureel Erfgoed de reproductie ervan. Het werk werd overkocht door de Augustinusstichting en het Agentschap Paleizen en Cultuur en vervolgens overgedragen aan Museum Odense.  